# Mosquée As Salam de Mulhouse
Pour les articles homonymes, voir Mosquée As Salam.
La mosquée As Salam est un édifice religieux musulman français, datant de 1994, située au 39 rue de la 4e division marocaine de montagne (4e DMM) dans la ville de Mulhouse, dans l'Est de la France, en région Alsace.

## Origine du nom
Le terme « as salam » signifie « la paix ». La mosquée tire son nom d'un attribut divin en Islam.
Ce nom évoque également la quiétude, la sécurité, la stabilité et la sérénité.

## Doctrine malikite
Comme la plupart des musulmans français (d’origine marocaine, algérienne, tunisienne ou sénégalaise), la mosquée As Salam est de rite (madhhab) malikite. Le malikisme est un des quatre madhhab (doctrine) classiques du droit musulman sunnite. Il est basé sur l'enseignement de l'imam Mālik ibn Anas (711-795), théologien et législateur qui vécut à Médine. C'est une école connue pour être à la fois la plus ancienne, et la doctrine majoritaire en Afrique du Nord (Maroc, Algérie, Tunisie) ainsi qu'en Afrique de l'Ouest (Sénégal, Mali, Mauritanie).

## Imam

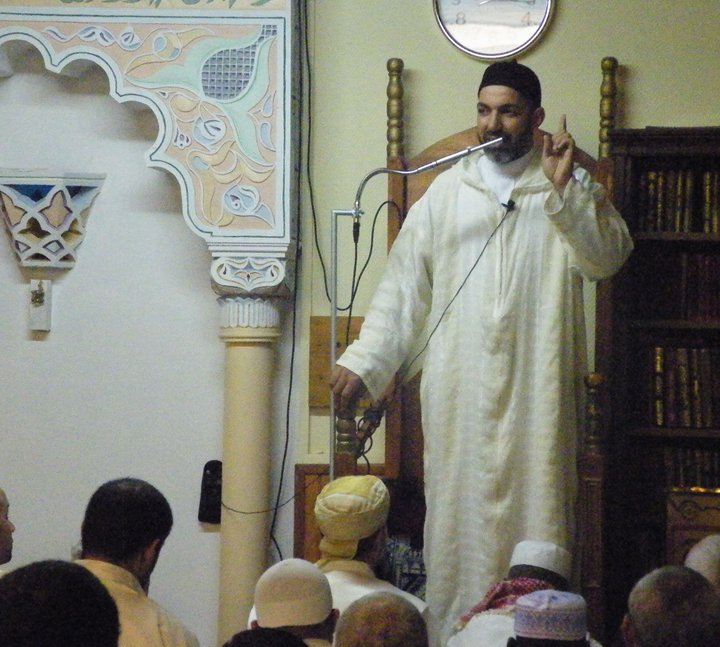
L'imam Abou Ammar Farid Darrouf.

Farid Darrouf (né au Maroc, le 28 novembre 1964) est l'imam de la mosquée As Salam depuis décembre 2008. Théologien spécialiste du rite malékite et de la récitation du Coran, il est imam depuis 1987, d’abord à la mosquée An Nour à Mulhouse, puis à Montpellier ; il est revenu en 2008 à Mulhouse. Il est professeur à la grande mosquée de Strasbourg et enseignant à l'université de Montpellier dans le cadre du diplôme universitaire « Société et religions ». Il a également suivi des cours à la faculté catholique de Paris.
Il préside la commission des imams du Conseil régional du culte musulman d'Alsace. Il dispense ses prêches et ses cours en arabe et en français qu'il maîtrise parfaitement.
Il fait partie des personnalités décorées à l'ordre national du Mérite, au grade de chevalier.

## Les musulmans de Mulhouse, une présence de plus d’un siècle
La présence musulmane dans la ville de Mulhouse et la région Alsace est très ancienne et date de bien avant les vagues d’immigration des années 1970. Elle remonte en réalité à plus d'un siècle.
La crise économique et la guerre franco-prussienne qui sévissait en Alsace à cette époque avait poussé un nombre important de familles de la région à aller s'installer en Afrique du Nord, ils furent  à l'origine de liens entre les deux régions.
Aussi, de nombreux soldats d'origine maghrébine ont combattu et sont morts en Alsace en 1870 ainsi que lors des deux guerres mondiales, contribuant à la libération de l’Alsace et de la France. La présence des tombeaux de ces soldats musulmans en Alsace est le témoin vivant de la présence musulmane et cette participation efficace (comme le rappelle un dessin de Hansi représentant un couple de petits Alsaciens recueillis devant la tombe d'un soldat arabe..).
Après la Seconde Guerre mondiale, Sa position géographique, son développement économique et politique font de l'Alsace, une région attractive, un lieu de passage. Comme le reste de la France, en plein essor industriel, elle a fait appel à de la main d'œuvre étrangère à partir du début du XXe siècle, mais l'effectif étranger est resté en deçà de la moyenne nationale.
La ville de Mulhouse décide d’entamer un énorme projet de reconstruction urbaine. La municipalité entreprend la construction d’un nombre important de logements entre les années 1950 et 1970, ceci afin d’accueillir les nouveaux habitants de Mulhouse arrivés pour combler le vide de main-d’œuvre dans l'industrie nationale. La plupart de ces nouveaux venus étaient originaires d'Afrique du Nord.
Sur le plan religieux, les musulmans installés en Alsace s’organisent très tôt. En 1971, avec le soutien des responsables de la paroisse Jeanne d'Arc, ils ouvrent la première salle de prière leur permettant de pratiquer le culte, dans les locaux même de l'église catholique.
Selon un sondage Dernières Nouvelles d'Alsace-ISERCO d'octobre 1998, les musulmans constitueraient en Alsace, le troisième groupe religieux (7 %) après les catholiques (71 %) et les protestants (8 %).
Jean-Marie Bockel, maire de Mulhouse pendant 21 ans, déclara dans une interview : il y a une importante communauté musulmane, ici à Mulhouse. Nous n’avons pas de statistiques religieuses ou ethniques mais, à mon avis, sur les 112 000 habitants de Mulhouse, la communauté musulmane représente un quart de la population. Nous avons engagé, il y a de cela une douzaine d’années, une démarche de soutien à la construction de lieux de culte.
Arlette Grosskost, députée du Haut-Rhin et vice-présidente du conseil régional, déclara quant à elle que « selon des statistiques officieuses, il y a près de 60 % de musulmans à Mulhouse[...]. Il faut avoir le courage d'assumer et d'adapter le régime concordataire à l'islam, voire de le transposer au pays entier ». Elle est favorable à l'intégration de l'islam dans le régime concordataire, à l'instar des religions catholique, protestante et juive

## Organisation de l'Islam d'Alsace et de France
Cela faisait plusieurs années que les pouvoirs publics en France tentaient d'organiser l'islam, car la deuxième religion de France n'avait pas d'instance représentative au niveau national, contrairement aux religions catholique, protestante et juive. Ainsi, le Conseil Français du Culte Musulman (CFCM) a vu le jour en avril 2003. Le CFCM est la première instance chargée de « représenter les 6 millions de musulmans de France auprès des pouvoirs publics et des autres religions ». Son rôle est de s'occuper des questions du culte musulman, liées aux observances religieuses : lieux de culte, pèlerinage, carrés musulmans et cimetières, aumôneries, formation des imams, abattoir (hallal)…
Dès 2003, une instance, le Conseil Régional du Culte Musulman (CRCM) a été créé pour chaque région. Le CRCM Alsace représente le CFCM en Alsace. Il se doit de défendre, dans la région, la dignité et les intérêts du culte musulman, de favoriser et organiser le partage d'informations et de services entre les lieux de culte de la région, d'encourager le dialogue entre les religions, d'assurer la représentation du CFCM et d'assurer la représentation des lieux de culte musulman auprès des pouvoirs publics de la région, des départements et des communes. Ce sont les représentants légitimes pouvant servir d'interfaces aux élus locaux sur les questions liées au culte et de donner une représentativité sociale à la réalité de l'islam vécue au plan local.

## L'association
L'association de la mosquée As Salam se consacre à la pratique du culte musulman, à l'organisation d'activités, de sorties, de cours d’enseignements civiques et religieux, mais aussi à l'aide et à l'accompagnement des musulmans dans certaines démarches administratives.
La partie consacrée aux prières est donc complétée d'espaces à vocation culturelle, tels qu'une bibliothèque, des salles polyvalentes (bureaux, cours, réunions, exposition, conférence, cuisine, mariage, baptême, condoléance et prière funéraire…).

## Activités dans la mosquée

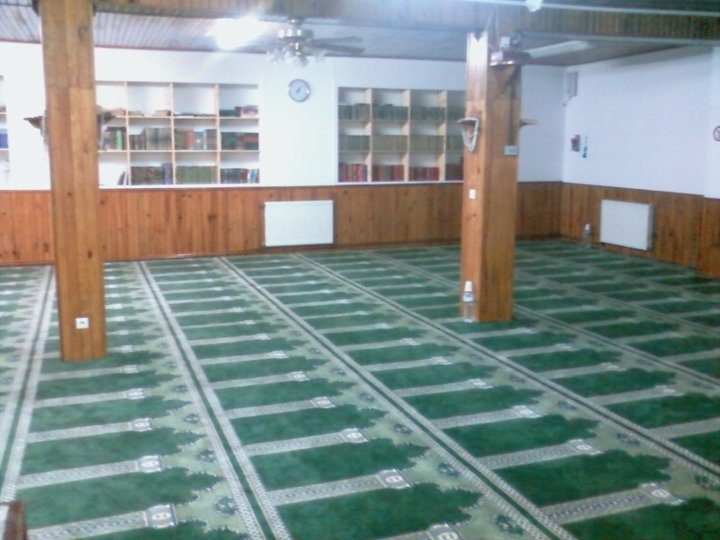
La salle de prière

- Le sermon du vendredi est dispensé en arabe et en français.
- Lecture du Coran, tous les jours entre Salat Al Maghreb et l'Ichaa (lecture du Coran suivant les règles du tajwîd).
- Tous les jours après Salat 'Asr, cours d'enseignements religieux (exégèse coranique et droit musulman) en arabe et en français.
- Cours d'arabe et de Coran (lecture et écriture) pour les adultes tous les dimanches matin de 10 h 30 à 12 h 30 (ouvert à tous).
- Cours d'arabe et de Coran (lecture et écriture) pour les enfants tous les dimanches matin de 10 h 30 à 12 h 30, le samedi matin, et le mercredi matin.
- Cours d'arabe et de Coran (lecture et écriture) pour les femmes pendant la semaine.
- Conférences chaque mois sur des thèmes et sujets divers.
- Rassemblement de jeunes, le 1er dimanche de chaque mois entre 17 h et 19 h.

### Programme du vendredi
- De 13 h 15 à 13 h 30 : lecture du Coran
- De 13 h 30 à 13 h 40 : cours en français
- À partir de 13 h 45 : khoutba de l'imam (en arabe, et en français pour la deuxième partie)

La mosquée peut accueillir plusieurs centaines de personnes, elle est ouverte à toutes les prières, aux femmes et aux hommes.

## Accessibilité
Le site de la mosquée As Salam est desservi par la Ligne 1 du tramway de Mulhouse,
à la station Cité Administrative (centre des impôts, caserne des pompiers, commissariat de police).